# Paola Tenorio Adame
Paola Tenorio Adame (San Andrés Tuxtla, Veracruz, 20 de abril de 1966) es una política mexicana, miembro actual del partido Movimiento Regeneración Nacional (Morena). Ha sido diputada federal para el periodo de 2018 a 2021 y reelegida para el de 2021 a 2024.

## Biografía
Tiene el grado académico de licenciatura. Inició su actividad política en 1988 como integrante del entonces Partido del Frente Cardenista de Reconstrucción Nacional (PFCRN), donde fue activista de formación de comités de base; en 1994 se unió al Partido de la Revolución Democrática (PRD) y en dicho año fue coordinadora de campaña del candidato a presidente municipal y colaboró en la del candidato a presidente de México, Cuauhtémoc Cárdenas Solórzano.
De 1998 a 2000 fue presidenta del Sistema DIF en el ayuntamiento de San Andrés Tuxtla y en 2006 participó en la campaña presidencial de Andrés Manuel López Obrador de dicho año. En 2014 dejó su militancia en el PRD y se incorporó a Morena, donde en 2016 fue coordinadora y en 2017 delegada del comité municipal en San Andrés Tuxtla. En las elecciones estatales de dicho año fue candidata de Morena a presidenta municipal de San Andrés Tuxtla, quedando en cuarto lugar con 9 441 votos, tras el ganador, el candidato independiente Octavio Pérez Garay, y los del PAN-PRD y del PRI.
En 2018 fue postulada candidata a la coalición Juntos Haremos Historia a diputada por el Distrito 19 de Veracruz, obtuvo la victoria al el recibir el 42.69% de los votos, frente al 36.65% de los recibidos por Rafael Fararoni Mortera de la coalición Por México al Frente. Asumió la representación en la LXIV Legislatura de dicho año a 2021 y en ella fue secretaria de la comisión de Hacienda y Crédito Público; e integrante de las comisiones de Infraestructura; y, de Puntos Constitucionales.
Fue postulada a la reelección por el mismo cargo y distrito en las elecciones de 2021, siendo elegida en esta ocasión con el 48.62% de los votos, superando a su contrincante de la coalición Va por México, Mario Marcelino Amorós Guerrero que recibió el 21.08% de los votos. En la LXV Legislatura que tendrá término en 2024, ha sido secretaria de las comisiones de Hacienda y Crédito Público; y, de Turismo; e integrante de las comiones de Vigilancia de la Auditoría Superior de la Federación; de Cultura y Cinematografía; de Economía Social y Fomento del Cooperativismo; de Ganadería; de Juventud; y, de Pesca. Solicitó licencia al cargo entre el 9 de abril y el 10 de mayo de 2024.